# (129066) 2004 VY28
(129066) 2004 VY28 (2004 VY28, 1998 SU39) — астероїд головного поясу, відкритий 7 листопада 2004 року.
Тіссеранів параметр щодо Юпітера — 3,229.